# Olga Kapranova
Pour les articles homonymes, voir Kapranov.
Olga Sergueïevna Kapranova (en russe : Ольга Сергеевна Капранова) est une gymnaste russe, née le 6 décembre 1987 à Moscou.